# Kapajuŭka
Kapajuŭka (vitryska: Капаюўка) är ett vattendrag i Belarus, på gränsen till Ukraina. Det ligger i den västra delen av landet, 400 km sydväst om huvudstaden Minsk.
Omgivningarna runt Kapajuŭka är en mosaik av jordbruksmark och naturlig växtlighet. Runt Kapajuŭka är det ganska tätbefolkat, med 207 invånare per kvadratkilometer.